# Foolad Khouzistan Football Club
Maillots
Actualités
Le Foolad Khouzistan Football Club (en persan : باشگاه فوتبال فولاد اهواز خوزستان), plus couramment abrégé en Foolad FC, est un club iranien de football fondé en 1971 et basé dans la ville d'Ahvaz.

## Histoire

### Dans les divisions inférieures (1971-1995)
Le Foolad Khuzestan FC a été fondé le 2 mars 1971 à Ahvaz, en Iran, par Ali Akbar Davar, alors président d'une aciérie de  la ville. Après une quinzaine d'année dans les divisions régionales du Khouzistan, le club profite de la faillite du Jonoob Ahvaz FC pour accéder à l'élite du football iranien.

### Premier titre et relégation (1996-2006)
Souvent menacé par des problèmes financiers, le club se maintint en première division en utilisant son centre de formation de façon efficace, remportant même le championnat en 2005. Ce succès fut éphémère, car, dès 2007, le club fut relégué en deuxième division après avoir vendu rapidement la plupart des joueurs ayant obtenu le titre, comme Iman Mobali.

### Nouvelle période de succès (2008-...)
Foolad revint dès 2008 en première division. Sous la direction d'Hossain Faraki, le club remporta en 2014 son second titre de champion d'Iran, tout en étant éliminé en ligue des champions asiatiques sans avoir concédé une seule défaite.
En 2021, entrainé par Javad Nekounam, Foolad remporte un nouveau trophée, en battant aux penalties Esteghlal en finale de la coupe d'Iran. Cette équipe emporta également la Supercoupe d'Iran 2022 contre Persépolis 1-0.

## Palmarès
| Compétitions nationales |
| --- |
| - Championnat d'Iran (2) : - Champion : 2004-2005 et 2013-2014. - Coupe d'Iran (1) : - Vainqueur : 2021. - Supercoupe d'Iran (1) : - Vainqueur : 2021. - Finaliste : 2005. |

## Personnalités du club

### Présidents
- Saeed Azari

### Entraîneurs
- Ilie Stan (2018)
- Javad Nekounam

### Anciens joueurs
- Saleh Hardani
- Hossein Kaebi
- Ebrahim Mirzapour

## Galerie
- Supporters du Foolad à Ahvaz